# Andrej Egorčev
Andrej Nikolaevič Egorčev (in russo Андрей Николаевич Егорчев?; Naberežnye Čelny, 8 febbraio 1978) è un ex pallavolista russo.

## Palmarès

### Competizioni Nazionali
- Campionato russo: 6

Lokomotiv-Izumrud: 1998-99
VK Belgor'e: 2001-02, 2002-03, 2003-04
Dinamo Mosca: 2005-06
Zenit Kazan: :2006-07
- Coppa di Russia: 5

Lokomotiv-Izumrud: 1999, 2000
VK Belgor'e: 2003
Dinamo Mosca: 2006
Zenit Kazan: 2007
- Supercoppa russa: 1

Zenit Kazan: 2010

### Competizioni Internazionali
- Champions League: 3

VK Belgor'e: 2002-03, 2003-04
Zenit Kazan: :2007-08

### Nazionale (competizioni minori)
- European League 2004